# So grün war mein Tal (Roman)
So grün war mein Tal (Originaltitel: How Green Was My Valley) ist ein Roman des britischen Schriftstellers Richard Llewellyn aus dem Jahr 1939. Llewellyns erfolgreichstes und bekanntestes Werk handelt von der Lebensgeschichte der Bergarbeiterfamilie Morgan im Süden von Wales um die Wende des 19. Jahrhunderts. Die erste deutsche Übersetzung durch Albert Gysin erschien 1941 im Züricher Humanitas Verlag.

## Publikationsgeschichte
Das erfolgreichste Werk Llewellyns erreichte eine Weltauflage von über zwei Millionen Exemplaren. Es gewann 1940 den Vorläufer des heutigen National Book Awards in den Vereinigten Staaten. Auf Deutsch erschien der Roman in der Übertragung durch Albert Gysin erstmals spätestens 1941 im Zürcher Humanitas Verlag und erreichte im selben Jahr dort bereits die 10. Auflage. 1943 folgte im Berner Scherz Verlag in der Übersetzung durch Ursula von Wiese eine Ausgabe unter dem Titel Einsames Herz. Weitere deutschsprachige Ausgaben folgten 1950 im Diana Verlag (dort 1955 in der 15. Auflage) und 1952 bzw. 1955 in Buchgemeinschaften.
Der Roman wurde 1941 von Regisseur John Ford verfilmt. Die deutsch synchronisierte Fassung erschien 1950 unter dem Titel Schlagende Wetter; spätere DVD-Veröffentlichungen erschienen unter dem Titel So grün war mein Tal.

## Inhalt
Der Ich-Erzähler Huw beginnt seine Erzählung am Ende, als er die Entscheidung getroffen hat, das Dorf bald zu verlassen, ohne seiner Schwester Olwen oder einer anderen Person davon zu erzählen. Er blickt auf sein Leben zurück. Dieser Rückblick bildet den Inhalt des Romans, der von der Erwartungsspannung des Lesers getragen bleibt, die Gründe dafür zu verstehen, warum Huw seine Heimat verlassen will.
Themen des Romans sind die Zerstörung der Landschaft und Lebenswelt durch den Kohle-Bergbau, besonders die Abraumhalden. Dazu kommt das Thema des Gewerkschaftskampfes der Arbeiter um ihre Rechte und Verbesserung ihrer Lage.
Huw beschreibt zunächst Erlebnisse seiner Kindheit, die Mahlzeiten am wöchentlichen Zahltag. Das erste Kapitel schildert die Liebesbeziehung von Huws Bruder Ivor zu Bronwen, für die Huw lebenslange Zuneigung empfindet. Huws Brüder entscheiden sich gegen den Rat des Vaters Gwilym dafür, eine Gewerkschaft zu gründen, um gerechtere Löhne gegen die Interessen der Bergwerkseigner durchzusetzen. Wegen des Streits in der Familie trennen sich die Söhne vom Vater, unterstützt von der Tochter Angharad. Der Vater lehnt den Streik grundsätzlich ab. Er ist religiös und vertraut auf Gott und das Gebet. Wegen seiner Haltung wird er von der Leitung des Bergwerks befördert, was zu Spannungen mit den Gewerkschaftern führt.
Bei einem Streik, der fünf Monate dauert, sterben Kinder und Bergleute an Hunger. Zuletzt gewähren die Zecheneigner einen Mindestlohn.